# Pyrethrum parthenium
Pyrethrum parthenium là một loài thực vật có hoa trong họ Cúc. Loài này được (L.) J.G.Sm. miêu tả khoa học đầu tiên.